# Kontrabasun (orgelstämma)
Kontrabasun är en orgelstämma som är 32´. Den tillhör kategorin trumpetstämma och har en trattformig uppsats. Stämman är även en rörstämma och sitter ofta i pedalen.